# Fadéyevo (Krasnodar)
Fadéyevo (del ruso: Фадеево) es un jútor del raión de Krymsk del krai de Krasnodar, en Rusia. Está situado en la cabecera del río Chekon, en el delta del Kubán, 32 km al oeste de Krymsk y 107 km al oeste de Krasnodar. Tenía 663 habitantes en 2010
Pertenece al municipio Varenikovskoye.